# Девушки за фортепьяно
«Де́вушки за фортепья́но» (фр. Jeunes filles au piano) — картина, написанная в 1892 году французским художником Пьером Огюстом Ренуаром (Pierre-Auguste Renoir, 1841—1919). Принадлежит музею Орсе (инв. RF 755). Размер картины — 116 × 90 см, размер рамы — 159,5 × 132 см. Существуют также другие варианты перевода названия этой картины — «Две девушки за фортепьяно», «Девушки у пианино», «Девушки у рояля».

## Описание
На картине изображены две молодые девушки: одна сидит у фортепьяно, а другая стоит рядом с ней. Обе девушки внимательно и увлечённо смотрят на ноты, по-видимому, подбирая какую-то мелодию. Такая спокойная, идиллическая картина была символом французской буржуазной культуры того времени.

## История
Картина была создана по предложению поэта Стефана Малларме, хорошего знакомого Ренуара. Он уговорил министра изящных искусств Франции Анри Ружона сделать заказ от лица государства с целью приобретения полотна для коллекции Музея в Люксембургском саду. Первоначально предполагалось, что в музей будет передана более ранняя картина, но Малларме настоял на заказе новой. Она была выставлена на выставке Ренуара 1892 года, и в том же году была куплена Музеем в Люксембургском саду. Это была первая картина художника (которому к тому времени исполнилось уже 50 лет), закупленная для государственного собрания. С 1929 года картина находилась в собрании Лувра, а с 1947 года — в национальной галерее Же-де-Пом (фр. Jeu de Paume). В 1986 году картина была передана в Музей Орсе, где она и находится до сих пор.

## Другие картины
Существуют по крайней мере три другие картины Ренуара с похожей композицией — две в частных коллекциях и одна в нью-йоркском Метрополитен-музее (холст, масло, 111,8 × 86,4 см). Кроме этого, есть масляный эскиз в парижском Музее Оранжери и рисунок пастелью в частной коллекции. Ещё один набросок находится в Государственном Эрмитаже в Санкт-Петербурге — он поступил туда из бывшего собрания Отто Кребса в Хольцдорфе.
|  |  |  |